# Rozcięgno

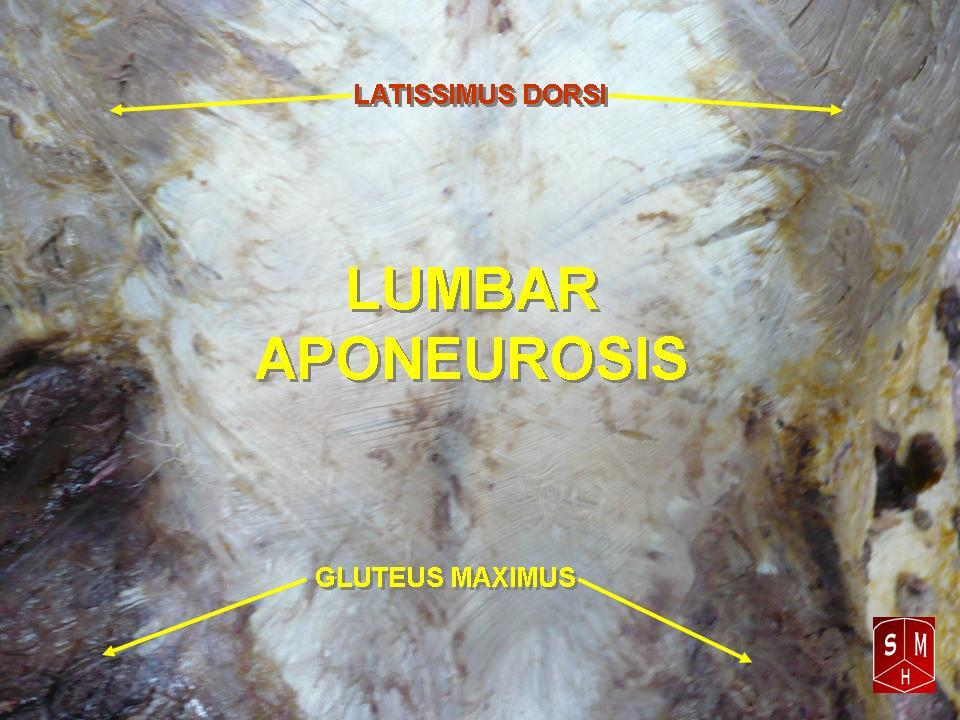
Rozcięgno mięśnia najszerszego grzbietu

Rozcięgno (stgr. απο, νευρον, łac. aponeurosis) – mocne pasmo tkanki łącznej zbitej o utkaniu regularnym, cienkie i płaskie, w kształcie błony, ubogie w naczynia krwionośne, przez które szerokie i płaskie mięśnie łączą się z kością.
U człowieka rozciągają się np. między elementami szkieletu dłoni (rozcięgno dłoniowe) i podeszwy stopy, stanowiąc płaszczyznę przyczepu dla ich wewnętrznych mięśni. Rozcięgno mięśnia skośnego brzucha zewnętrznego stanowi przednią ścianę kanału pachwinowego. Istnieją ponadto rozcięgna: mięśnia poprzecznego brzucha, mięśnia dwugłowego ramienia, języka, podniebienia i inne .

## Rozcięgna u człowieka

### Rozcięgna mięśni dłoni i stopy
Rozcięgna grzbietowe palców II–V ręki (łac. aponeuroses dorsales, l. poj. aponeurosis dorsalis) – przedłużenia poszczególnych ścięgien mięśnia prostownika palców znajdujące się na grzbiecie ręki. Włókna biegną w nim dystalnie wachlarzowato w stronę podstaw palców.
Rozcięgno dłoniowe ręki (łac. aponeurosis palmaris manus) – przedłużenie ścięgna mięśnia dłoniowego długiego, silne wzmocnienie powięzi dłoniowej. Leży pod skórą i tkanką podskórną (tkanka tłuszczowa i tkanka łączna). Rozpoczyna się na troczku zginaczy, biegnie dalej wachlarzowato, dochodzi do więzadeł pochwowych i skóry okolicy stawów śródręczno-paliczkowych.
Warstwę głębszą budują włókna poprzeczne, przebiegające u podstaw paliczków dalszych palców II–V, tworzą silniejsze pasmo zwane dawniej więzadłem pływackim (ligamentum natatorium). Pod rozcięgnem leży powięź dłoniowa ręki. Rozcięgno dłoniowe chroni zatem tkanki znajdujące się pod nim (mięśnie, naczynia, nerwy) przed uciskiem przy pracy dłonią.
Rozcięgno podeszwowe (łac. aponeurosis plantaris) – rozcięgno analogiczne do rozcięgna dłoniowego, z pewnymi różnicami. Z powodu prostopadłego ustawienia stopy do całej kończyny oraz rozrostu guza piętowego rozcięgno podeszwowe utraciło połączenie z mięśniem podeszwowym i przyczepia się na guzie piętowym. Biegnie dalej wachlarzowato w kierunku palców dzieląc się na pięć pasm, kończą się one na pochewkach ścięgien i torebkach stawów śródstopno-paliczkowych (w ten sposób rozcięgno zapobiega spłaszczaniu łuku sklepienia podłużnego stopy, gdyż łączy jego oba końce).
Od pasm podłużnych odchodzą pasma poprzeczne łączące pasma podłużne ze sobą. Odchodzą również pasma pionowe oddzielające od siebie grupę mięśni palucha, grupę mięśni palca małego i grupę środkową mięśni stopy (grupa środkowa łączy się przez kanał zginaczy palców i palucha z komorą zginaczy goleni). Na podeszwie pod rozcięgnem leży mięsień zginacz krótki palców, odpowiadający zginaczowi powierzchownemu palców ręki.

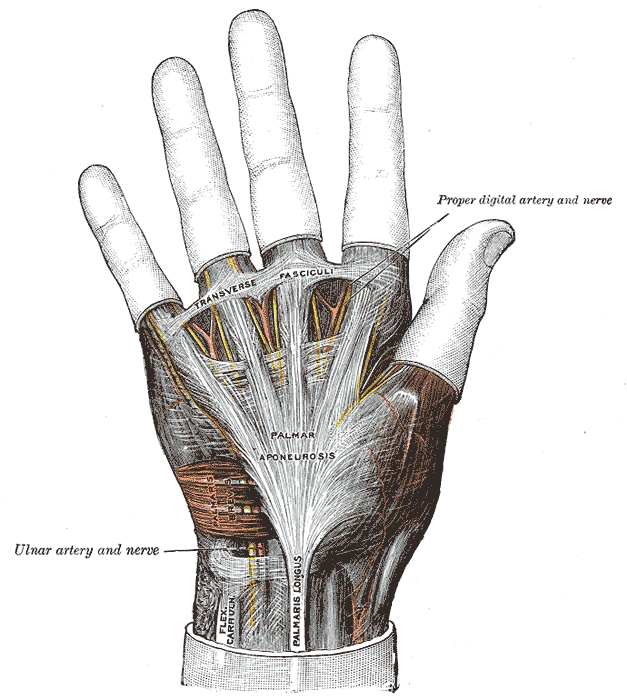
Rozcięgno dłoniowe ręki
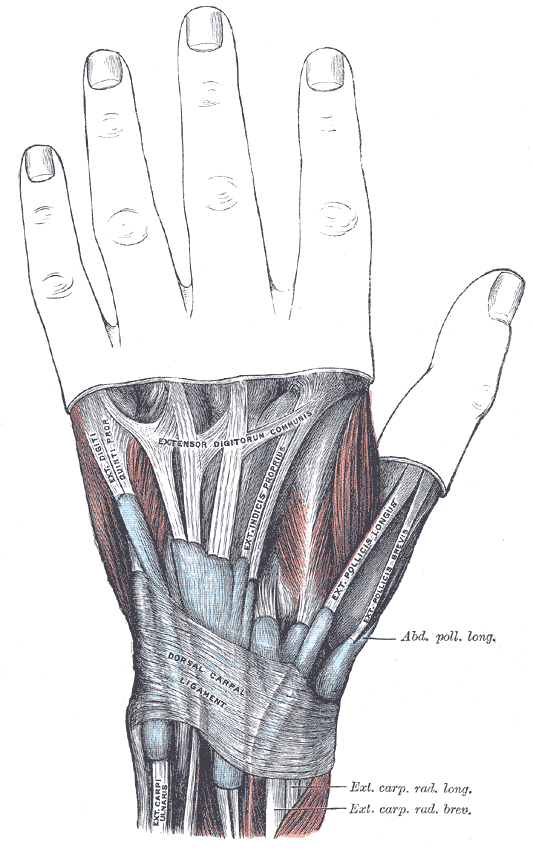
Rozcięgno grzbietowe ręki

### Rozcięgna mięśni brzucha
Rozcięgno mięśnia skośnego brzucha zewnętrznego (łac. aponeurosis musculi obliqui externi abdominis) – dolny przyczep ścięgnisty mięśnia skośnego zewnętrznego brzucha łączący się z więzadłem pachwinowym i wchodzące w skład przedniej ściany pochewki mięśnia prostego brzucha.
Rozcięgno mięśnia skośnego brzucha wewnętrznego (łac. aponeurosis musculi obliqui interni abdominis) – przedni przyczep ścięgnisty włókien mięśnia skośnego wewnętrznego brzucha przyczepiających się bliżej do przodu od innych. Rozcięgno rozwarstwia się na dwie blaszki, które poniżej pępka wchodzą w skład ściany przedniej pochewki mięśnia prostego brzucha, natomiast powyżej rozdzielają się i wchodzą w skład odpowiednio przedniej i tylnej ściany tej pochewki.
Rozcięgno mięśnia poprzecznego brzucha (łac. aponeurosis musculi transversi abdominis) – włókna mięśnia poprzecznego brzucha na linii bocznego brzegu mięśnia prostego brzucha w rozcięgno. Rozcięgno to powyżej pępka wchodzi w skład tylnej ściany pochewki mięśnia prostego brzucha, a na wysokości pępka przechodzi w ścianę tylną.

### Inne rozcięgna

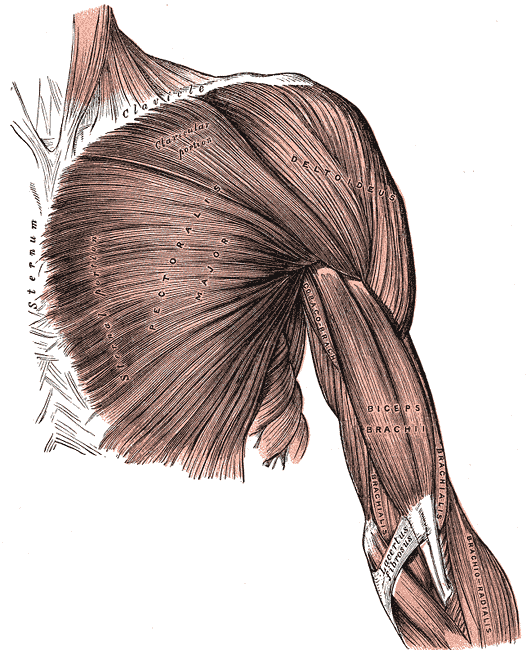
Mięśnie powierzchowne klatki piersiowej i przedniej części ramienia. Rozcięgno mięśnia dwugłowego ramienia widoczne jako biały pasek w okolicy zgięcia łokciowego

Rozcięgno mięśnia dwugłowego ramienia (łac. aponeurosis musculi bicipitis) – część włókien ścięgna dystalnego mięśnia dwugłowego ramienia skierowanych przyśrodkowo w stronę łokciową przedramienia. Rozcięgno to przyczepia się na brzegu tylnym kości łokciowej.
Rozcięgno języka (łac. aponeurosis linguae) – mocna warstwa łącznotkankowa, która łączy się ściśle z błoną śluzową powodując, że jest ona nieprzesuwalna wobec rozcięgna. Przyczepia się do niego większość mięśni grzbietu i trzonu języka.
Rozcięgno podniebienia (łac. aponeurosis palatina) – warstwa tkanki łącznej pod błoną śluzową podniebienia, poprzeplatane licznymi włóknami mięśniowymi.
Rozcięgno mięśnia najszerszego grzbietu (łac. aponeurosis musculi latissimi dorsi) – przyczep przyśrodkowy tego mięśnia, przyczepia się na wyrostkach kolczystych kręgów poniżej Th7 (włącznie). Stanowi blaszkę tylną powięzi piersiowo-lędźwiowej.

## Zaburzenia związane z rozcięgnami
Najczęściej spotykanymi zaburzeniami są
- ostre i przewlekłe zapalenie rozcięgna,
- osteofit w miejscu przyczepu rozcięgna (np. na guzie piętowym w przypadku rozcięgna podeszwowego)[13],
- zerwanie rozcięgna (częściowe lub całkowite), jako skutek nagłego urazu lub mikrourazów działających przewlekle,
- guzki reumatoidalne w reumatoidalnym zapaleniu stawów,
- infekcje pourazowe, okołooperacyjne lub w stopie cukrzycowej[13],
- włókniaki.